# 나카오카치마치역
나카오카치마치역(일본어: 仲御徒町駅 나카오카치마치에키[*])은 일본 도쿄도 다이토구에 있는 철도역이다.

## 역 구조
섬식 승강장 1면 2선의 지하역. 쇼와도리 바로 아래에 위치한다.
긴자 선과 환승할 경우 우에노 역이 길이가 더 짧아서 편리하다.
오에도 선 연결의 개량공사에 따라 우에노 방향 쪽 개찰구 계단의 증설과 에스컬레이터의 신설 및 천장, 바닥과 벽면이 개장되었다. 승강장의 측벽에는 일러스트를 그렸는데, 히비야 선에서는 아키하바라 역에 이은 예이다.
화장실은 우에노 방향 쪽 개찰 내에 있는 남・여 화장실은 지하 2층, 다기능 화장실은 지하 1층과 각각 떨어진 곳에 설치되어 있다.
3번 출입구의 반대편에는 자전거 주차장과 직결되는 출입구가 설치되어 있다.

### 승강장
| 1 | 히비야 선 | 긴자・롯폰기・나카메구로 방면        |
| 2 | 히비야 선 | 우에노・기타센주・도부 동물공원 방면 |

## 역세권 정보
- 오카치마치역 (야마노테 선)·(게이힌 도호쿠 선)
- 우에노히로코지 역 (도쿄 지하철 긴자 선)
- 우에노오카치마치 역 (도쿄 도 교통국 지하철 오에도 선)
- 유시마역 (도쿄 지하철 지요다 선)
- 수도고속도로 1호 우에노 선

## 역사
- 1961년 3월 28일: 영업 개시.
- 2000년 12월 12일: 도영 지하철 오에도 선 우에노오카치마치 역 개업에 따라 당역 및 긴자 선 우에노히로코지 역과 환승 개시.
- 2020년 6월 6일: 도라노몬 힐스 역이 영업을 개시함에 따라 히비야 선의 역 번호를 H 16에서 H 17으로 변경.

## 인접역
| 도쿄 메트로 2호선               | 도쿄 메트로 2호선 | 도쿄 메트로 2호선         |
| ------------------------------- | ----------------- | ------------------------- |
| H 16 아키하바라 나카메구로 방면 | 히비야 선         | 우에노 H 18 기타센주 방면 |